# Dennis Poore
Roger Dennistoun »Dennis« Poore,  britanski dirkač Formule 1, * 19. avgust 1916, Paddington, London, Anglija, Združeno kraljestvo, † 12. februar 1987, Kensington, Anglija, Združeno kraljestvo.
Dennis Poore je pokojni britanski dirkač Formule 1. Debitiral je na domači dirki za Veliko nagrado Velike Britanije v sezoni 1952, ko je s četrtim mestom dosegel svojo edino uvrstitev med dobitnike točk. Nastopil je še na zadnji dirki sezone za Veliko nagrado Italije, kjer je zasedel dvanajsto mesto, kasneje pa ni več dirkal v Formuli 1. Umrl je leta 1987.

## Popolni rezultati Formule 1
(legenda) (odebeljene dirke pomenijo najboljši štartni položaj, poševne pa najhitrejši krog, †-uvrščen kljub odstopu)
| Leto | Moštvo                     | Šasija           | Motor                  | 1   | 2   | 3   | 4   | 5    | 6   | 7   | 8      | Prv | Toč |
| ---- | -------------------------- | ---------------- | ---------------------- | --- | --- | --- | --- | ---- | --- | --- | ------ | --- | --- |
| 1952 | Connaught Engineering      | Connaught Type A | Lea-Francis Straight-4 | ŠVI | 500 | BEL | FRA | VB 4 | NEM | NIZ |        | 13. | 3   |
| 1952 | Connaught Racing Syndicate | Connaught Type A | Lea-Francis Straight-4 |     |     |     |     |      |     |     | ITA 12 | 13. | 3   |